# Putzintulus
Putzintulus est un officier byzantin du vie siècle, actif pendant le règne de l'empereur Justinien (527-565). Il est actif dans la préfecture du prétoire d'Afrique en tant que commandant subordonné du maître des soldats Jean Troglita. La position qu'il occupe dans la province est inconnue. Il dispose peut être de quelque commandement parmi les maîtres des soldats et des tribuns, peut-être même un homme spectaculaire, comme le suggèrent les auteurs de Prosopography of the Later Roman Empire.
Il apparaît pour la première fois dans la bataille de l'hiver 546/547, au cours de laquelle les Byzantins battent de manière décisive le chef berbère Antalas. Selon panégyriste byzantin Corippe, il aurait été sur le flanc droit à côté de Gentius. Lors de la bataille de Marta durant l'été 547, il conserve le flanc gauche avec Geisirith et Sinduit, tandis qu'à la bataille des champs de Caton de l'été 548, il reste près de Geisirith et du chef berbère allié Cusina. Dans cette dernière rencontre, il est mortellement blessé.

## Référencement